# Lumi Cavazos
Pour les articles homonymes, voir Cavazos.
Lumi Cavazos, née le 21 décembre 1968 à Monterrey (Mexique), est une actrice mexicaine.

## Biographie
Elle grandit à Guadalajara. À l'âge de 15 ans, elle s'intéresse à la comédie et entre dans une troupe de théâtre pendant ses études. Elle étudie le métier d'acteur à l'Université nationale de Mexico où ses professeurs sont Luis de Tavira, Jose Caballero et Ludvik Margules. Pendant sa dernière année universitaire, elle obtient le rôle de Tita dans Les Épices de la passion d'Alfonso Arau, film qui lui apportera le prix de la meilleure actrice au Festival international du film de Tōkyō. Cela la conduit à abandonner un peu le théâtre au profit d'une carrière au cinéma, notamment dans des films indépendants américains tels que Bottle Rocket de Wes Anderson ou Sugar Town de Allison Anders. Par la suite, elle reprend sa carrière d'actrice dramatique à Mexico.

## Vie personnelle
Elle a vécu avec Marco Leonardi de (1991-1999) puis se maria avec José Alfredo Rangel Arroyo en Juillet 1999, avec lequel elle aura deux filles, ils divorcèrent en 2006.

## Filmographie
- 1987 : En un bosque de la China
- 1988 : El secreto de Romelia : Blanca
- 1992 : Mi primer año
- 1992 : Les Épices de la passion (Como agua para chocolate) : Tita
- 1992 : Serpientes y escaleras : Rebeca
- 1993 : Tres destinos (série télévisée) : Cristina
- 1994 : Del otro lado del mar
- 1995 : Viva San Isidro : Antonia
- 1995 : Banditi
- 1995 : Manhattan Merengue! : Rosita
- 1996 : El Vuelo del águila (série télévisée) : Amada Díaz
- 1996 : Land of Milk and Honey : Rosie
- 1996 : Bottle Rocket : Inez
- 1997 : Sistole Diastole : La Nena
- 1997 : Last Stand at Saber River (TV) : Luz
- 1998 : Fibra óptica : María Ponce
- 1999 : The Keening : Wood Nymph
- 1999 : Entre la tarde y la noche
- 1999 : Sugar Town : Rosio
- 1999 : Mascara : Laura
- 2000 : L'Élue (Bless the Child) : Sister Rosa
- 2001 : In the Time of the Butterflies (TV) : Patria Mirabal
- 2001 : Atlético San Pancho : Rebeca
- 2002 : Obras de Teatro (série télévisée)
- 2003 : Entre dos
- 2003 : Exposed : Laura Silvera
- 2004 : Tan infinito como el desierto (feuilleton TV)
- 2005 : La Ley del silencio (feuilleton TV) : Clemencia
- 2005 : 7 días : Sra. Garza
- 2005 : Hijas de su madre: Las Buenrostro
- 2006 : Proyecto panorama : Nico
- 2006 : The Black Pimpernel : Ana Contreras
- 2007 : El Brassier de Emma : Dra. Ortega